# Materia y memoria
Materia y memoria (en francés: Matière et mémoire) (1896) es uno de los cuatro trabajos principales del filósofo francés Henri Bergson (1859–1941). Subtitulado Ensayo en relación al cuerpo y el espíritu, el trabajo presenta un análisis de los problemas filosóficos clásicos relacionados con ambos. 
El marco del análisis de la memoria sirve para clarificar el problema. Materia y memoria fue escrito como reacción a Las enfermedades de la memoria de Théodule Ribot, que había sido publicado en 1881. Ribot defendía que la ciencia médica habían probado que la memoria se vinculaba a una región concreta del sistema nervioso, localizada en el cerebro, lo que probaba su naturaleza material. Bergson se oponía a esta reducción del espíritu , defendiendo una postura netamente antirreduccionista. Para él, la memoria era de naturaleza profundamente espiritual y el cerebro servía para introducir memorias, siendo pues de naturaleza práctica. Ciertas lesiones tienden a perturbar esta función pero no borran la memoria. Así, un fallo del cerebro simplemente implica que no puede cumplir su función de añadir nuevos recuerdos, pero no altera la esencia de la memoria.

## Formas de memoria
Bergson distingue dos formas diferentes de memoria. Por un lado está la memoria relacionada con los hábitos y acciones repetitivas del pasado, no estrictamente para almacenar y representar el pasado sino usadas para el actuar presente. Este tipo de memoria es automático y se inscribe en el cuerpo con un propósito utilitario. Bergson toma como ejemplo el aprendizaje de poemas de memoria: recitar tiende a la repetición mecánica y no reflexiva. Se puede comparar este acto con la memoria mecánica de un hábito o de un acto muchas veces repetido. "Es hábito clarificado por la memoria, más que memoria estrictamente hablando". 
La memoria pura, por otro lado, registra el pasado en forma de "semejanza de imágenes". Así lo representa y lo reconoce. Es de naturaleza contemplativa y espiritual, así como libre. Bergson lo ejemplifica con el recuerdo de una lección aprendiendo el mismo poema, lo que es un hecho datado que no puede ser recreado. La memoria pura permite reconocer qué fue aprendido en el pasado y qué no puede ser repetido, y no es propia del cuerpo.

## Consecuencias metafísicas
Bergson acusaba a la metafísica clásica de malinterprertar sus problemas y la consideraba culpable de tomar problemas secundarios como principales. El problema de Bergson era bien conocido, pero redefinió la manera de presentarlo. Cada uno de sus cuatro libros principales siguen la misma estructura: responder a un problema específicamente planteado. En Materia y memoria, abordaba el problema cartesiano del cuerpo y el alma. Para Bergson, Descartes erraba al plantear materia y memoria como "sustancia" o "res", sin separarlos.
Bergson distingue cuerpo y alma  y considera, en oposición a la filosofía clásica cartesiana, que la distinción es temporal, no espacial. El espíritu es la morada del pasado, sin residir en el presente mientras que el cuerpo es la morada del presente. El alma se encuentra anclada en el pasado y contemplando el presente. Tener consciencia de algo implica mirarlo desde el punto de vista del pasado, a la luz de este. Contentarse con reaccionar a estímulos externos significa no ser consciente del acto, viviendo una existencia puramente corporal. La consciencia, pues, implica retardar la reacción al estímulo creando un lapso para ser consciente de que el alma está anclada en el pasado. Uno toma consciencia cuando, anclado en el pasado y a la luz de este, dirige su acción hacia el futuro inmediato. La articulación temporal — pasado, presente, futuro — tiene lugar a través de la unión de cuerpo y espíritu. Cuanto más desciende el espíritu en el pasado, más consciente es uno. Al contrario, cuanto más se vive mediante automatismos, más se existe en el presente, en el dominio del cuerpo. Cada elemento permanece siempre en uno u otro dominio, necesitando la unión de cuerpo y alma para lograr la verdadera consciencia. Para Bergson, la "persona impulsiva" suspende su consciencia y permanece en el campo irreflexivo del automatismo.

## Teorías de selección
El desarrollo moderno de la teoría de la selección parece confirmar las hipótesis de Bergson. Los modelos seleccionistas ofrecen nuevas aproximaciones a la teoría del recuerdo. Un modelo es el de la selección natural, donde se requieren dos componentes: uno para generar representaciones y otro para el proceso que selecciona cuál de estas representaciones se preserva. Bergson muestra cómo la experiencia subjetiva del recuerdo puede ser entendida en un marco seleccionista.